# The Wanted
The Wanted es una boy band británica-irlandesa formada por Max George, Siva Kaneswaran, Jay McGuiness, y Nathan Sykes; Tom Parker también formó parte del grupo hasta su fallecimiento en 2022. El sencillo más popular del grupo por mucho tiempo fue "All Time Low" que salió a la venta en Reino Unido en julio de 2010 y con el cual se convirtieron en número uno durante una semana. Su álbum más importante, The Wanted, fue puesto en venta por primera vez el 25 de octubre de 2011, y subió puestos hasta alcanzar el número tres de la lista del Reino Unido. 
Su primer sencillo de su segundo álbum, Gold Forever, salió a la venta con la colaboración de Comic Relief (Un programa anual dedicado a recaudar fondos para los más necesitados de Reino Unido) y alcanzó el puesto cuatro en la UK Singles Chart. El segundo sencillo número uno de la banda, Glad You Came, se mantuvo como número uno de la lista en Reino Unido durante dos semanas, y en Irlanda durante cinco semanas. Su segundo álbum, Battleground, se publicó el 7 de noviembre de 2012. Con el sencillo Glad You Came la banda consiguió la certificación de Triple Disco de platino en Estados Unidos, con más de un millón de ventas y se mantiene entre los veinte primeros en la lista Billboard. 
En 2012 la banda alcanzó éxito internacional con la canción Chasing the Sun, incluida en la banda sonora de la película Ice Age: Continental Drift y que además es un anticipo de su siguiente álbum, que será publicado en 2013. Antes de 2013 salió I Found You el nuevo sencillo de su álbum. El 4 de noviembre de 2013 salió a la venta su tercer álbum de estudio.
El 23 de enero de 2014 anunciaron un descanso por tiempo indefinido.
El 8 de septiembre del 2021 anuncian su regreso lanzando un nuevo álbum llamado Most Wanted - The Greatest Hits y un concierto en Royal Albert Hall.

## Carrera musical

### 2009-2011: inicios
The Wanted apareció en 2009 a través de audiciones propuestas por Jayne Collins, donde el grupo participó en una gala benéfica. Ella es la misma mujer que reunió a The Saturdays y Parade. 
En poco tiempo empezaron a trabajar en su debut con los productores Guy Chambers, Taio Cruz y Steve Mac. Su sencillo, All Time Low, fue producido por Mac, y coescrito por Wayne Hector y Ed Drewett. Fue sacado a la venta en el verano de 2010 y se mantuvo como número uno de Reino Unido una semana, durando 17 semanas en las listas. El segundo sencillo de la banda, "Heart Vacancy"  fue de nuevo escrito por Wayne Hector y salió a la venta un poco más tarde, el 17 de octubre de 2010, colocándose en el número cuatro en la lista de ventas de álbumes de Reino Unido. Su tercer sencillo del álbum, "Lose My Mind" , fue presentando en el programa The X Factor de Reino Unido para posteriormente alcanzar el número 34 de la lista de los cuarenta principales de Reino Unido.

### 2011-2012:BattlegroundyChasing the Sun
En marzo de 2011, este grupo se embarcó en su primera gira nacional. Llamada "Behind bars" ("Tras las rejas"), fue en apoyo de su álbum debut The Wanted, con 16 fechas celebradas en marzo y abril de 2011.
La banda comenzó a trabajar en su segundo álbum de estudio en enero de 2011. Los créditos del álbum incluyen en la escritura de las canciones, así como a Steve Mac, Wayne Hector, Drewett Ed, Diane Warren y Guy Chambers. El primer sencillo, "Gold Forever", fue lanzado en ayuda del programa benéfico "Comic Relief", el 13 de marzo de 2011 y llegó al número tres en la lista de sencillos de Reino Unido. En julio de 2011, el grupo lanzó el segundo sencillo "Glad You Came" ("Me alegro de que viniste"), que se convirtió en su segundo número 1 en Reino Unido.
El tercer sencillo, del álbum, "Lighting" ("Relámpago"), fue lanzado el 16 de octubre de 2011, alcanzó el Nº2 en Reino Unido y Nº5 en Irlanda. El 7 de noviembre de 2011 se lanzó en el Reino Unido el segundo álbum del grupo: Battleground (Campo de batalla). Debutó en el Nº5 en el Reino Unido y Nº4 en Irlanda. El cuarto sencillo, "Warzone" ("Zona de guerra")escrito por Max George, Nathan Sykes, Harry Sommerdahl y Jack McManus, que salió a la venta el 26 de diciembre de 2011, con el video musical y el debut de radio adelantados a principios de noviembre de 2011.
Además de participar en los espectáculos del Reino Unido T4 en la playa en iTunesFestival, el grupo fue telonero del cantante canadiense Justin Bieber en Brasil los días 8 y 9 de octubre y también acompañó a Britney Spears en su tour Femme Fatale en el "Manchester Evening News Arena" el 6 de noviembre. El 9 de noviembre de 2011, fue revelado por el grupo que tenían previsto volver a lanzar el álbum, incluyendo una nueva canción llamada "Starlight" ("Luz de estrellas") y un dueto llamado "Jealousy" ("Celos") con la cantante femenina Rihanna, los cuales no fueron realizados o no han salido a la luz.
En 2012 la banda alcanzó un gran éxito con su canción bailable "Chasing the Sun", en parte gracias a su inclusión en la película de animación Ice Age: Continental Drift y a un video musical donde los miembros de la banda son atacados por vampiresas. Esta canción es un anticipo de un nuevo álbum que saldrá a la venta en 2013.

### 2013-2014: Word Of Mouth y despedida
El 9 de enero de 2013, The Wanted consiguió su primer triunfo en los grandes premios al ganar el People's Choice Awards en la categoría breakout artist.
En abril, la banda sufrió un revés debido a los problemas vocales de uno de sus integrantes, Nathan Sykes, y su posterior operación el día de su cumpleaños, el 18 de abril. Nathan volvió a los escenarios el 9 de junio durante uno de sus solos de I Found You en el summertime ball.
El 26 de abril de 2013, el grupo The Wanted anunció mediante la red social Twitter el lanzamiento de su nuevo sencillo Walks Like Rihanna que salió a la venta el 23 de junio. Según su página oficial, el vídeo de esta canción ya fue grabado en L.A. También en su página se encuentra un adelanto de 30 segundos que sólo sus miembros pueden escuchar.
El nuevo sencillo de The Wanted para el año 2013 fue producido por Dr. Luke llevando por título Walks Like Rihanna traducido como Ella camina como Rihanna. 
El 2 de junio de 2013 se estrenó su nuevo programa mostrando su vida y todos sus secretos como boyband, llamado The Wanted Life en el canal E!.
El 4 de noviembre del mismo año se publicó su tercer álbum de estudio, llevando por título Word of Mouth.
El 28 de marzo de 2014 se estrenó el sencillo "Glow in the dark" último de los sencillos después de que la banda anunció un descanso temporal para planear y trabajar en sus propios proyectos.
The Wanted se presentó al festival Fusion Fest en el Reino Unido el 31 de agosto de 2014, aunque no todos sus integrantes asistieron, ya que Nathan Sykes (el más joven de la banda) faltó al estar trabajando en su álbum como solista.
Su último concierto como grupo fue el 7 de diciembre de 2014 en el Auditorio Telmex en Guadalajara, México. En la cuenta oficial de Twitter @thewanted el último retuit fue de Tom refiriéndose al concierto en Monterrey, México.

### 2021-presente: Regreso y fallecimiento de Tom Parker
Desde 2020, la banda habría estado en contacto para una reunión. El 5 de septiembre de 2021, se anunció oficialmente el regreso de la banda,  con nueva música y actuaciones anunciadas, incluida la recaudación de dinero para organizaciones benéficas contra el cáncer en apoyo de Tom Parker, a quién se le diagnosticó un tumor cerebral, también conocido como glioblastoma a finales de 2020.
El 8 de septiembre de 2021 la banda anunció su regreso con un álbum recopilatorio junto con nuevos temas inéditos, llamado: Most Wanted: The Greatest Hits, el cual fue lanzado el 12 de noviembre de 2021. Además, la banda actuó en un concierto benéfico para Tom Parker, titulado: "Inside My Head - The Concert" en el Royal Albert Hall el 20 de septiembre de 2021, fue la primera actuación de la banda junta en siete años. El concierto recaudó dinero para diferentes organizaciones benéficas contra el cáncer.
En marzo de 2022, la banda comenzó su gira en apoyo al álbum por diferentes ciudades del Reino Unido. El 30 de marzo de 2022 Tom Parker, vocalista de la banda, fallece a causa de la enfermedad.

## Discografía

### Álbumes
Álbumes de estudio
- 2010: The Wanted [12]
- 2011: Battleground [13]
- 2013: Word of Mouth [14]

Álbumes recopilatorios
- 2021: Most Wanted: The Greatest Hits [15]

### EP
- 2012: The Wanted [16]

## Premios y nominaciones
| Año  | Nominación      | Premio                    | Categoría                               | Resultado |        |
| ---- | --------------- | ------------------------- | --------------------------------------- | --------- | ------ |
| 2010 | The Wanted      | Virgin Media Music Awards | Mejor Artista Revelación                | Nominados |        |
| 2010 | The Wanted      | Virgin Media Music Awards | Mejor grupo                             | Nominados | [ 17 ] |
| 2010 | The Wanted      | 4Music Awards             | Mejor Grupo                             | Ganadores |        |
| 2010 | The Wanted      | 4Music Awards             | Mejor Artista Revelación                | Ganadores |        |
| 2010 | "All Time Low"  | 4Music Awards             | Mejor Video                             | Ganadores | [ 18 ] |
| 2011 | "All Time Low"  | Brit Awards               | Mejor Sencillo Británico                | Nominados | [ 19 ] |
| 2011 | The Wanted      | Arqiva Awards             | Mejor Artista Revelación                | Ganadores | [ 20 ] |
| 2011 | The Wanted      | BBC Radio 1 Teen Awards   | Mejor Actuación de un Artista Británico | Ganadores | [ 21 ] |
| 2012 | "Glad You Came" | Brit Awards               | Mejor Sencillo Británico                | Nominados | [ 22 ] |
| 2013 | The Wanted      | People's Choice Awards    | Best Breakout Artist                    | Ganadores |        |
| 2013 | The Wanted      | Virgin Media Awards       | Mejor grupo                             | Ganadores |        |